# Chinatsu Kira
Chinatsu Kira (吉良 知夏 Kira Chinatsu?,  nacido el 5 de julio de 1991 en Oita) es una futbolista japonesa que juega como delantera para el Melbourne City de la W-League de Australia.
En 2014, Kira jugó 12 veces y marcó 5 goles para la selección femenina de fútbol de Japón. Kira fue elegida para integrar la selección nacional de Japón para los Copa Asiática femenina de la AFC de 2014 y Fútbol en los Juegos Asiáticos de 2014.

## Trayectoria

### Clubes
| Club           | País      | Año             |
| -------------- | --------- | --------------- |
| Urawa Reds     | Japón     | 2010 - 2020     |
| Melbourne City | Australia | 2020 - presente |

### Selección nacional
| Selección | País  | Año  |
| --------- | ----- | ---- |
| Absoluta  | Japón | 2014 |

## Estadística de equipo nacional
| Selección femenina de fútbol de Japón | Selección femenina de fútbol de Japón | Selección femenina de fútbol de Japón |
| Año                                   | Partidos                              | Goles                                 |
| ------------------------------------- | ------------------------------------- | ------------------------------------- |
| 2014                                  | 12                                    | 5                                     |
| Total                                 | 12                                    | 5                                     |